# 1943 Kai: Midway Kaisen
1943 Kai: Midway Kaisen (1943改 ミッドウェイ海戦) est un jeu vidéo de type shoot 'em up à scrolling vertical développé par Nelvana et édité par Capcom sur le système d'arcade Commando, sorti en 1988. Il a été conçu par Yoshiki Okamoto. Il est ensuite porté sur plusieurs plates-formes : PC-Engine, PlayStation, PlayStation 2, PlayStation Portable, Saturn, Xbox,.

## Équipe de développement
- Designers : Noritaka Funamizu, Dechikun
- Producteur : Yoshiki Okamoto
- Character designer : Naoko Sato, Miki Chan, Kawamoyan, Aho no Sakata
- Musique et effets sonores : Yoshihiro Sakaguchi
- Musiques additionnelles : Junko Tamiya (stage 1-1), Manami Matsumae (stage 1-2), Harumi Fujita (stages 2–2 and 3-1)
- Matériel : Panchi Kubozoo, Jumbo Saito
- Programmation : BLBON

## Portages
- PC-Engine (1991)
- PlayStation (1998, Capcom Generation 1)
- Saturn (1998, Capcom Generation 1)
- PlayStation 2 (2005, Capcom Classics Collection)
- Xbox (2005, Capcom Classics Collection)
- PlayStation Portable (2006, Capcom Classics Collection Reloaded)